# Georges Leekens
Georges Leekens (Meeuwen, 18 de maio de 1949) é um ex-futebolista e ex-treinador profissional belga.

## Carreira
Depois de ter abandonado de um dia para o outro a Seleção Belga de Futebol para o Club Brugge, ele finalmente foi despedido depois de 4 meses de campeonato. Mac the Knife teve 20 contratos em 28 anos. Ele tinha sido o treinador da Seleção Belga na Copa do Mundo de 1998. Ele permitiu que Marc Wilmots pudesse treinar a Seleção Belga até pelo menos a Copa 2014.